# Talaiot de Capocorb d'en Jaquetó
El talaiot de Capocorb d'en Jaquetó és un talaiot que ha quedat aïllat del conjunt del qual formava part, el poblat talaiòtic de Capocorb Vell, al municipi de Llucmajor, Mallorca. Les seves característiques són semblants a la dels tres talaiots circulars del poblat. Com ells no té les lloses de cobertura, les quals foren emprades com a material de construcció de la carretera que hi passa just devora a principis del segle xx. No s'ha descobert el portal d'entrada, que està enterrat pels enderrocs. En la part superior es poden distingir les parets internes, així com el tambor de la columna central que sustentava les lloses. En època islàmica o medieval s'aprofità per construir-hi una petita barraca.